# Pasta alla Norma
La Pasta alla Norma es un plato de pasta tradicional de la cocina siciliana, muy celebrado en la ciudad italiana de Catania.
Es un plato de pasta elaborado, en la mayoría de los casos, con maccheroni (macarrones), berenjenas (melanzane), tomates, albahaca fresca y ricotta salata rallada (un queso de oveja típico de Sicilia).

## Origen del nombre
El plato es conocido en toda Italia desde el siglo XIX y las múltiples teorías que explican el origen del nombre coinciden en el honor dado a la ópera Norma (obra de Vincenzo Bellini, natural de la mencionada ciudad), la primera de las teorías menciona que cuando el comediógrafo de Catania Nino Martoglio llegó a decir que el plato: "È una Norma!" indicando la suprema calidad y bondad de los ingredientes, nombre que quedó asociado al plato. Otra teoría acerca de la denominación de esta pasta proviene que los cocineros de Catania en homenaje a la ópera decidieron hacer una vera Norma en este plato.